# Castello di Nottingham
Il castello di Nottingham sorge nell'omonima città, su un promontorio che gli conferisce una naturale posizione di comando, tanto che è conosciuto come il Castle Rock con pareti di roccia alte fino a 40 metri sui lati sud ed ovest. Nel medioevo era una residenza reale e una fortezza di una certa rilevanza. Il suo declino cominciò nel XVI secolo fino a che nel 1679 Henry Cavendish, II duca di Newcastle-upon-Tyne demolì il poco che restava per costruirvi la propria residenza. Una rivolta del 1831 la bruciò in gran parte lasciando ai duchi un guscio vuoto, più tardi venne riconvertito in un museo e in una galleria, uso che è in atto ancora oggi. Del castello originale rimane molto poco, tuttavia quel che c'è è sufficiente per rendere l'idea di come doveva apparire secoli fa.

## Dalla costruzione alla distruzione
Esistono delle incertezze circa l'esistenza pregressa di un castello prima della Conquista normanna dell'Inghilterra e se esisteva doveva essere una struttura assai poco elaborata rispetto a quello che sarebbe sorto dopo costruito secondo gli usi dell'architettura anglosassone.
Il primo castello costruito dai Normanni fu un motte e bailey in legno costruito per volere di Guglielmo I d'Inghilterra nel 1067 poco dopo la battaglia di Hastings, il legno venne rimpiazzato dalla pietra, che rendeva il castello molto meglio difendibile, sotto il regno di Enrico II d'Inghilterra. In quest'occasione la struttura architettonica venne arricchita aggiungendo un muro superiore nella parte più alta del promontorio, un altro muro nella parte nord dove vennero alloggiati gli appartamenti reali e un grande muro esterno sul lato est.
Per secoli il castello servì come residenza reale sia per i nobili che per i reali, la sua posizione strategica dovuta alla presenza del Trent si univa alla sua fama d'essere un luogo di piacere grazie alla vicinanza della tenuta di caccia sita presso Tidewell, sempre nei pressi si trovavano le foreste reali di Barndale e di Sherwood. Il castello per altro contava il proprio parco, fornito di selvaggina, subito ad ovest del castello ancora oggi noto come The Park.

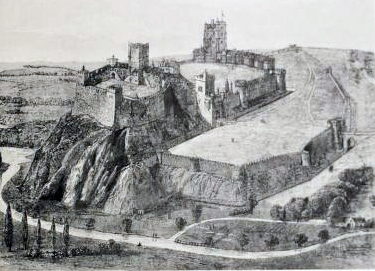
Disegno di epoca vittoriana del possibile aspetto del castello in epoca medievale.

Mentre Riccardo I d'Inghilterra era occupato con la Terza crociata e molti altri nobili erano all'estero con lui leggenda vuole che il castello, lasciato in abbandono, fosse occupato dal leggendario Sceriffo di Nottingham e nel racconto popolare lo scontro finale fra lui e l'altrettanto leggendario Robin Hood si è svolto proprio fra quelle mura.
Invece storicamente esso ospitò uno scontro fra i detrattori e i sostenitori di Giovanni d'Inghilterra, che nel 1194 vi venne catturato, e fu teatro di un assedio voluto da Riccardo che, di ritorno dalle crociate, usò le armi d'assedio che aveva usato anche a Gerusalemme. In quell'occasione Riccardo venne aiutato da Ranulph de Blondeville e Davide di Scozia.
Poco prima del suo diciottesimo compleanno il principe Edoardo, con l'aiuto di pochi fedelissimi, riuscì a mettere a segno un colpo di stato contro sua madre Isabella di Francia e il suo amante Ruggero Mortimer, I conte di March. Entrambi governavano il paese per via della minore età di Edoardo in vece del padre Edoardo II d'Inghilterra che era stato detronizzato ed era morto poco dopo al Castello di Berkeley. Il principe era accompagnato dal custode del castello di Mortimer che conosceva un tunnel segreto che portava ai piani superiori, il 19 ottobre 1330 Edoardo salì il tunnel, ne aprì la porta e con i compagni fu in grado di neutralizzare le guardie del conte, egli insieme a Isabella vennero presi prigionieri ed Edoardo divenne Edoardo III d'Inghilterra. Un mese dopo Ruggero venne giustiziato alla Torre di Londra, mentre Isabella trovò ritiro presso il Castello di Rising.
Edoardo III usò il castello quale residenza e vi tenne sedute del parlamento e quando nel 1346 Davide II di Scozia venne fatto prigioniero venne ospitato colà. Nel 1365 Edoardo costruì una nuova torre sul lato est e fece costruire una prigione sotto la torre principale. Nel 1376 Peter de la Mere (morto 1387 circa), speaker della Camera dei comuni vi venne confinato per essersi preso delle libertà con Alice Perrers, l'amante del re. Sotto il regno di Riccardo II d'Inghilterra il castello ospitò diversi consigli di stato, il primo nel 1387, mentre l'ultima visita registrata di Riccardo è del 1397.
Dal 1403 al 1437 il castello fu residenza per Enrico IV d'Inghilterra e sua moglie Juana di Navarra e negli anni seguenti la sua manutenzione iniziò a ridursi gradualmente. Solo con lo scoppio della guerra delle due rose nel 1455 il castello ebbe una nuova funzione questa volta per scopi militari, e qui, nel 1476 Edoardo IV d'Inghilterra si proclamò sovrano ed ordinò la costruzione di nuovi appartamenti e di una nuova torre.
Durante il regno di Enrico VII d'Inghilterra il castello continuò ad essere una fortezza reale e suo figlio Enrico VIII d'Inghilterra ordinò nuovi arazzi prima della sua visita nell'agosto 1511. Dal 1536 Enrico rinforzò vistosamente la guarnigione che vi era di stanza portandola da qualche dozzina a qualche centinaio.
Già nel 1538 il conestabile Thomas Manners, I conte di Rutland sottolineava la necessità di lavori di manutenzione che non vennero effettuati.
Con l'approssimarsi del 1600 il castello smise di essere residenza reale poiché già nel corso del XVI secolo l'uso dell'artiglieria lo stava rendendo obsoleto e poco dopo lo scoppio della Guerra civile inglese nel 1642 il castello versava in stato di grave decadenza a causa delle numerose scaramucce svoltesi nei dintorni. Al suo scoppio nell'agosto del 1642 Carlo I d'Inghilterra aveva scelto il castello di Nottingham quale punto di raccolta per le sue armate, ma poco dopo la sua partenza venne preso dai parlamentariani. Questi, comandati da John Hutchinson respinsero gli attacchi dei realisti e dopo la morte di Carlo nel 1649 il castello venne di fatto raso al suolo.

## La rinascita
Dopo la restaurazione di Carlo II d'Inghilterra l'attuale "Magione ducale" venne ricostruita da Henry Cavendish, II duca di Newcastle-upon-Tyne che, fra il 1674 e il 1679, costruì la propria residenza là dov'era sorto il castello. A dispetto della distruzione del maschio e delle mura superiori alcuni archi e stanze medievali sopravvivono al di sotto della dimora insieme a un lungo passaggio al di sotto del promontorio chiamato Mortimers' Hole, un passaggio che si percorre con le visite guidate.
L'artigiano che s'occupò dei lavori era Samuel Marsh che aveva lavorato per il duca già al castello di Bolsover e si crede che i suoi lavori siano influenzati dagli intarsi di cui Peter Paul Rubens parla nel suo libro i Palazzi di Genova. La casa attuale è uno dei pochi esempi in Inghilterra di architettura manierista. Tuttavia la magione perse molto del suo fascino con l'avvento della Rivoluzione industriale quando Nottingham prese la fama d'avere i peggiori sobborghi dell'Impero britannico a parte quelli dell'India. Quando nel 1831 gli abitanti del ghetto si rivoltarono contro Henry Pelham-Clinton, IV duca di Newcastle che s'era opposto al Reform Act 1832 bruciarono quasi del tutto l'abitazione.
Essa rimase soltanto un guscio vuoto finché l'architetto Thomas Chambers Hine (1814-1899) la restaurò e nel 1878 Principe Edoardo la aprì al pubblico come la Nottingham Castle Museum, la prima galleria d'arte municipale del Regno che non fosse a Londra. Gli interni vennero ovviamente pesantemente restaurati in modo che potessero ospitare un museo, mentre il corpo di guardia medievale, i muri ancora esistenti e i giardini vennero conservati.

## Le opere
La casa è ancora in uso come museo e galleria d'arte. Essa ospita molte opere pregevoli inerenti alla storia e all'archeologia del Nottinghamshire oltre a una parte inerente agli Sherwood Foresters.
Fra le opere ospitate si ricordano:
- Delle sculture in Alabastro di Nottingham risalenti al XV secolo incluse alcune trovate nel 1779 presso la chiesa di St.Peter a Flawford
- Acquerelli di Richard Parkes Bonington e Paul Sandby
- La collezione Joseph di porcellane Wedgwood Jasperware
- La collezione Ballantyne di ceramiche contemporanee
- Pezzi locali realizzati con la tecnica del Salt glaze pottery
- Offerte votive di epoca romana per il santuario di Diana provenienti dall'italiano Lago di Nemi
- Opere di George Wallis

## La Lunga Galleria

### The Long Gallery
Belle arti britanniche e dell'Europa continentale sono esposte nella "Galleria Lunga" del Castello. Vi sono opere di artisti del Nottinghamshire come Thomas Barber, Richard Bonington, Henry Dawson, Paul Sandby e John Rawson Walker, opere del XX secolo di Edward Burra, Tristram Hillier, Ivon Hitchens, Dame Laura Knight, Harold Knight, L. S. Lowry, William, Ben e Winifred Nicholson, Stanley Spencer, Matthew Smith ed Edward Wadsworth.